# Ludwig Gössing
Ludwig Gössing, född den 13 maj 1938 i Dortmund i Tyskland, är en västtysk ryttare.
Han tog OS-brons i lagtävlingen i fälttävlan i samband med de olympiska ridsporttävlingarna 1972 i München.